# 1. Fußballclub Union Berlin 2012-2013
Questa voce raccoglie le informazioni riguardanti il 1. Fußballclub Union Berlin nelle competizioni ufficiali della stagione 2012-2013.

## Stagione
Nella stagione 2012-2013 l'Union Berlino, allenato da Uwe Neuhaus, concluse il campionato di 2. Bundesliga al 7º posto. In Coppa di Germania l'Union Berlino fu eliminato al secondo turno dal Kickers Offenbach.

## Rosa
| N. |                         | Ruolo | Calciatore          |
| -- | ----------------------- | ----- | ------------------- |
| 1  | Germania (bandiera)     | P     | Daniel Haas         |
| 2  | Germania (bandiera)     | C     | Christopher Quiring |
| 4  | Croazia (bandiera)      | D     | Roberto Punčec      |
| 5  | Germania (bandiera)     | D     | Christian Stuff     |
| 6  | Francia (bandiera)      | D     | Marc Pfertzel       |
| 7  | Irlanda (bandiera)      | D     | Patrick Kohlmann    |
| 8  | Germania (bandiera)     | C     | Barış Özbek         |
| 9  | Cile (bandiera)         | C     | Luis Gallegos       |
| 11 | Germania (bandiera)     | A     | Simon Terodde       |
| 12 | Germania (bandiera)     | C     | Oliver Hofmann      |
| 13 | Germania (bandiera)     | D     | Björn Kopplin       |
| 14 | Burkina Faso (bandiera) | C     | Patrick Zoundi      |
| 15 | Germania (bandiera)     | D     | Daniel Göhlert      |
| 16 | Germania (bandiera)     | D     | Christoph Menz      |

| N. |                       | Ruolo | Calciatore         |
| -- | --------------------- | ----- | ------------------ |
| 17 | Germania (bandiera)   | C     | Torsten Mattuschka |
| 20 | Germania (bandiera)   | P     | Jan Glinker        |
| 21 | Germania (bandiera)   | P     | Sebastian Patzler  |
| 23 | Brasile (bandiera)    | A     | Carlos Silvio      |
| 24 | Germania (bandiera)   | A     | Steven Skrzybski   |
| 25 | Germania (bandiera)   | C     | Björn Jopek        |
| 26 | Germania (bandiera)   | D     | Niklas Wiebach     |
| 27 | Kosovo (bandiera)     | C     | Eroll Zejnullahu   |
| 28 | Germania (bandiera)   | P     | Kilian Pruschke    |
| 29 | Germania (bandiera)   | D     | Michael Parensen   |
| 32 | Slovacchia (bandiera) | A     | Adam Nemec         |
| 34 | Germania (bandiera)   | D     | Fabian Schönheim   |
| 40 | Germania (bandiera)   | P     | Marcel Höttecke    |

## Organigramma societario
Area tecnica
- Allenatore: Uwe Neuhaus
- Allenatore in seconda: André Hofschneider
- Preparatore dei portieri: Holger Bahra
- Preparatori atletici:
- Analisi video:

## Calciomercato

### Sessione estiva
| Acquisti | Acquisti         | Acquisti             | Acquisti |
| R.       | Nome             | da                   | Modalità |
| -------- | ---------------- | -------------------- | -------- |
| C        | Luis Gallegos    | Universidad de Chile |          |
| A        | Adam Nemec       | Ingolstadt 04        |          |
| P        | Daniel Haas      | Hoffenheim           |          |
| C        | Björn Jopek      | Union Berlino U19    |          |
| D        | Björn Kopplin    | Bochum               |          |
| D        | Roberto Punčec   | Maccabi Tel Aviv     |          |
| D        | Fabian Schönheim | Magonza              |          |

| Cessioni | Cessioni          | Cessioni         | Cessioni |
| R.       | Nome              | a                | Modalità |
| -------- | ----------------- | ---------------- | -------- |
| A        | Chinedu Ede       | Magonza          |          |
| D        | Fabian Fritsche   | Union Berlino II |          |
| D        | Ahmed Madouni     | Nantes           |          |
| C        | Philip Malinowski | Berliner AK 07   |          |
| P        | Eric Niendorf     | Köpenicker FC    |          |
| D        | Boné Uaferro      | Schalke 04 II    |          |

### Sessione invernale
| Acquisti | Acquisti    | Acquisti    | Acquisti |
| R.       | Nome        | da          | Modalità |
| -------- | ----------- | ----------- | -------- |
| C        | Barış Özbek | Trabzonspor |          |

| Cessioni | Cessioni      | Cessioni       | Cessioni |
| R.       | Nome          | a              | Modalità |
| -------- | ------------- | -------------- | -------- |
| C        | Markus Karl   | Kaiserslautern |          |
| C        | Tijani Belaïd | Moreirense     |          |
| D        | Maurice Trapp | Hansa Rostock  |          |

## Risultati

### 2. Bundesliga

#### Girone di andata
| Arbitro: | Stieler |

|                            |           |                                      |
| Idrissou 58’, 72’ Zuck 86’ | Marcatori | 47’ Parensen 54’ Zoundi 90’ Pfertzel |

| Arbitro: | Kinhöfer |

|  |           |                     |
|  | Marcatori | 40’ (rig.) Pfitzner |

| Arbitro: | Steinhaus-Webb |

|                       |           |  |
| Löning 42’ Fießer 70’ | Marcatori |  |

| Arbitro: | Gagelmann |

|             |           |                      |
| Quiring 69’ | Marcatori | 30’ Wagner 73’ Ronny |

| Arbitro: | Kempter |

|                             |           |           |
| Mijatović 17’ Schäffler 90’ | Marcatori | 40’ Jopek |

| Arbitro: | Sippel |

|                                  |           |                  |
| Carlos Silvio 27’ Mattuschka 56’ | Marcatori | 3’ (rig.) Bröker |

| Arbitro: | Steinhaus-Webb |

|                      |           |            |
| Schönheim 83’ (aut.) | Marcatori | 7’ Terodde |

| Arbitro: | Aytekin |

|                                   |           |            |
| Terodde 34’ Quiring 55’ Jopek 90’ | Marcatori | 50’ Adlung |

| Arbitro: | Dankert |

|                      |           |                     |
| Mohr 48’ Bartels 69’ | Marcatori | 21’, 84’ Mattuschka |

| Arbitro: | Schriever |

|                       |           |  |
| Mattuschka 17’ (rig.) | Marcatori |  |

| Arbitro: | Osmers |

|  |           |          |
|  | Marcatori | 75’ Naki |

| Arbitro: | Perl |

|  |           |                    |
|  | Marcatori | 14’, 54’ Schönheim |

| Berlino 10 novembre 2012, ore 13:00 CET 13ª giornata | Union Berlino | 0 – 0 referto | Aalen | Stadio An der Alten Försterei (15 102 spett.)\| Arbitro: \| Christ \| |
| Arbitro:                                             | Christ        |               |       |                                                                       |

| Arbitro: | Petersen |

|                                      |           |                            |
| Ramon 27’ Sembolo 28’ Amachaibou 81’ | Marcatori | 31’, 56’ Terodde 75’ Jopek |

| Arbitro: | Meyer |

|                     |           |                |
| Stuff 22’ Nemec 81’ | Marcatori | 53’, 70’ Lauth |

| Arbitro: | Kempter |

|           |           |                               |
| Bajić 89’ | Marcatori | 20’ (aut.) Brandy 35’ Terodde |

| Arbitro: | Dietz |

|                   |           |           |
| Karl 3’ Nemec 52’ | Marcatori | 23’ Dedič |

#### Girone di ritorno
| Arbitro: | Schmidt |

|                  |           |  |
| Terodde 43’, 66’ | Marcatori |  |

| Arbitro: | Sippel |

|                                         |           |                           |
| Kumbela 10’, 43’ (rig.), 57’ Boland 75’ | Marcatori | 4’, 32’ Nemec 90’ Quiring |

| Arbitro: | Bandurski |

|                                             |           |               |
| Parensen 6’ Mattuschka 32’ (rig.) Özbek 68’ | Marcatori | 90’ Schauerte |

| Arbitro: | Meyer |

|                     |           |                      |
| Ramos 73’ Ronny 86’ | Marcatori | 9’ Terodde 49’ Nemec |

| Arbitro: | Grudzinski |

|           |           |            |
| Nemec 85’ | Marcatori | 66’ Heller |

| Arbitro: | Willenborg |

|                            |           |  |
| McKenna 18’ Maierhofer 52’ | Marcatori |  |

| Arbitro: | Petersen |

|                                             |           |  |
| Nemec 7’ Mattuschka 45’ (rig.) Parensen 57’ | Marcatori |  |

| Arbitro: | Brych |

|                       |           |                       |
| Adlung 10’ Sanogo 67’ | Marcatori | 38’ (rig.) Mattuschka |

| Arbitro: | Winkmann |

|                                           |           |                          |
| Terodde 20’, 83’ Mattuschka 42’ Nemec 81’ | Marcatori | 36’ Ebbers 76’ Schachten |

| Arbitro: | Leicher |

|                            |           |  |
| Yelen 10’, 49’ Görlitz 19’ | Marcatori |  |

| Arbitro: | Brand |

|               |           |           |
| Strohdiek 90’ | Marcatori | 27’ Nemec |

| Berlino 12 aprile 2013, ore 18:00 CEST 29ª giornata | Union Berlino | 0 – 0 referto | Dinamo Dresda | Stadio An der Alten Försterei (21 244 spett.)\| Arbitro: \| Drees \| |
| Arbitro:                                            | Drees         |               |               |                                                                      |

| Arbitro: | Wingenbach |

|                                  |           |  |
| Kister 2’ Abe 35’ Lechleiter 72’ | Marcatori |  |

| Arbitro: | Osmers |

|                       |           |  |
| Mattuschka 63’ (rig.) | Marcatori |  |

| Arbitro: | Schmidt |

|                                |           |  |
| Lauth 25’, 63’ Stoppelkamp 45’ | Marcatori |  |

| Arbitro: | Cortus |

|                                   |           |           |
| Quiring 59’ Mattuschka 81’ (rig.) | Marcatori | 48’ Wolze |

| Arbitro: | Stieler |

|            |           |                         |
| Kramer 80’ | Marcatori | 49’ Özbek 55’ Skrzybski |

### Coppa di Germania
| Arbitro: | Petersen |

|  |           |              |
|  | Marcatori | 120’ Terodde |

| Arbitro: | Gagelmann |

|                       |           |  |
| Fetsch 74’ Vogler 85’ | Marcatori |  |

## Statistiche

### Statistiche di squadra
| Competizione      | Punti | In casa | In casa | In casa | In casa | In casa | In casa | In trasferta | In trasferta | In trasferta | In trasferta | In trasferta | In trasferta | Totale | Totale | Totale | Totale | Totale | Totale | DR |
| Competizione      | Punti | G       | V       | N       | P       | Gf      | Gs      | G            | V            | N            | P            | Gf           | Gs           | G      | V      | N      | P      | Gf     | Gs     | DR |
| ----------------- | ----- | ------- | ------- | ------- | ------- | ------- | ------- | ------------ | ------------ | ------------ | ------------ | ------------ | ------------ | ------ | ------ | ------ | ------ | ------ | ------ | -- |
| 2. Bundesliga     | 49    | 17      | 10      | 4       | 3       | 27      | 14      | 17           | 3            | 6            | 8            | 23           | 35           | 34     | 13     | 10     | 11     | 50     | 49     | +1 |
| Coppa di Germania | -     | 0       | 0       | 0       | 0       | 0       | 0       | 2            | 1            | 0            | 1            | 1            | 2            | 2      | 1      | 0      | 1      | 1      | 2      | -1 |
| Totale            | 49    | 17      | 10      | 4       | 3       | 27      | 14      | 19           | 4            | 6            | 9            | 24           | 37           | 36     | 14     | 10     | 12     | 51     | 51     | 0  |

### Andamento in campionato
| Giornata  | 1 | 2  | 3  | 4  | 5  | 6  | 7  | 8  | 9  | 10 | 11 | 12 | 13 | 14 | 15 | 16 | 17 | 18 | 19 | 20 | 21 | 22 | 23 | 24 | 25 | 26 | 27 | 28 | 29 | 30 | 31 | 32 | 33 | 34 |
| --------- | - | -- | -- | -- | -- | -- | -- | -- | -- | -- | -- | -- | -- | -- | -- | -- | -- | -- | -- | -- | -- | -- | -- | -- | -- | -- | -- | -- | -- | -- | -- | -- | -- | -- |
| Luogo     | T | C  | T  | C  | T  | C  | T  | C  | T  | C  | C  | T  | C  | T  | C  | T  | C  | C  | T  | C  | T  | C  | T  | C  | T  | C  | T  | T  | C  | T  | C  | T  | C  | T  |
| Risultato | N | P  | P  | P  | P  | V  | N  | V  | N  | V  | P  | V  | N  | N  | N  | V  | V  | V  | P  | V  | N  | N  | P  | V  | P  | V  | P  | N  | N  | P  | V  | P  | V  | V  |
| Posizione | 5 | 13 | 16 | 16 | 17 | 14 | 15 | 13 | 12 | 10 | 12 | 10 | 10 | 10 | 11 | 10 | 7  | 5  | 7  | 4  | 4  | 6  | 8  | 5  | 8  | 5  | 8  | 8  | 7  | 7  | 7  | 9  | 9  | 7  |

Legenda:

Luogo: C = Casa; T = Trasferta. Risultato: V = Vittoria; N = Pareggio; P = Sconfitta.

### Statistiche dei giocatori
| Giocatore        | 2. Bundesliga | 2. Bundesliga | 2. Bundesliga | 2. Bundesliga | Coppa di Germania | Coppa di Germania | Coppa di Germania | Coppa di Germania | Totale   | Totale | Totale      | Totale     |
| Giocatore        | Presenze      | Reti          | Ammonizioni   | Espulsioni    | Presenze          | Reti              | Ammonizioni       | Espulsioni        | Presenze | Reti   | Ammonizioni | Espulsioni |
| ---------------- | ------------- | ------------- | ------------- | ------------- | ----------------- | ----------------- | ----------------- | ----------------- | -------- | ------ | ----------- | ---------- |
| T. Belaïd        | 7             | 0             | 1             | 0             | 1                 | 0                 | 0                 | 0                 | 8        | 0      | 1           | 0          |
| L. Gallegos      | 2             | 0             | 0             | 0             | 1                 | 0                 | 0                 | 0                 | 3        | 0      | 0           | 0          |
| J. Glinker       | 1             | 0             | 0             | 0             | 0                 | 0                 | 0                 | 0                 | 1        | 0      | 0           | 0          |
| D. Göhlert       | 12            | 0             | 1             | 1             | 0                 | 0                 | 0                 | 0                 | 12       | 0      | 1           | 1          |
| D. Haas          | 33            | 0             | 1             | 0             | 2                 | 0                 | 0                 | 0                 | 35       | 0      | 1           | 0          |
| O. Hofmann       | 0             | 0             | 0             | 0             | 0                 | 0                 | 0                 | 0                 | 0        | 0      | 0           | 0          |
| M. Höttecke      | 0             | 0             | 0             | 0             | 0                 | 0                 | 0                 | 0                 | 0        | 0      | 0           | 0          |
| B. Jopek         | 25            | 3             | 6             | 0             | 1                 | 0                 | 0                 | 0                 | 26       | 3      | 6           | 0          |
| M. Karl          | 18            | 1             | 7             | 0             | 2                 | 0                 | 1                 | 0                 | 20       | 1      | 8           | 0          |
| P. Kohlmann      | 23            | 0             | 5             | 1             | 2                 | 0                 | 0                 | 0                 | 25       | 0      | 5           | 1          |
| B. Kopplin       | 11            | 0             | 0             | 0             | 0                 | 0                 | 0                 | 0                 | 11       | 0      | 0           | 0          |
| T. Mattuschka    | 32            | 10            | 9             | 0             | 2                 | 0                 | 1                 | 0                 | 34       | 10     | 10          | 0          |
| C. Menz          | 19            | 0             | 1             | 0             | 1                 | 0                 | 0                 | 0                 | 20       | 0      | 1           | 0          |
| A. Nemec         | 29            | 9             | 2             | 0             | 1                 | 0                 | 0                 | 0                 | 30       | 9      | 2           | 0          |
| M. Parensen      | 23            | 3             | 7             | 0             | 1                 | 0                 | 0                 | 0                 | 24       | 3      | 7           | 0          |
| S. Patzler       | 0             | 0             | 0             | 0             | 0                 | 0                 | 0                 | 0                 | 0        | 0      | 0           | 0          |
| M. Pfertzel      | 27            | 1             | 7             | 0             | 2                 | 0                 | 0                 | 0                 | 29       | 1      | 7           | 0          |
| K. Pruschke      | 0             | 0             | 0             | 0             | 0                 | 0                 | 0                 | 0                 | 0        | 0      | 0           | 0          |
| R. Punčec        | 21            | 0             | 3             | 0             | 2                 | 0                 | 0                 | 0                 | 23       | 0      | 3           | 0          |
| C. Quiring       | 26            | 4             | 3             | 0             | 1                 | 0                 | 0                 | 0                 | 27       | 4      | 3           | 0          |
| F. Schönheim     | 30            | 2             | 2             | 1             | 1                 | 0                 | 0                 | 0                 | 31       | 2      | 2           | 1          |
| C. Carlos Silvio | 20            | 1             | 4             | 0             | 2                 | 0                 | 0                 | 0                 | 22       | 1      | 4           | 0          |
| S. Skrzybski     | 11            | 1             | 0             | 0             | 0                 | 0                 | 0                 | 0                 | 11       | 1      | 0           | 0          |
| C. Stuff         | 30            | 1             | 1             | 0             | 2                 | 0                 | 0                 | 0                 | 32       | 1      | 1           | 0          |
| S. Terodde       | 33            | 10            | 3             | 0             | 2                 | 1                 | 0                 | 0                 | 35       | 11     | 3           | 0          |
| M. Trapp         | 3             | 0             | 1             | 0             | 0                 | 0                 | 0                 | 0                 | 3        | 0      | 1           | 0          |
| N. Wiebach       | 0             | 0             | 0             | 0             | 0                 | 0                 | 0                 | 0                 | 0        | 0      | 0           | 0          |
| E. Zejnullahu    | 2             | 0             | 0             | 0             | 0                 | 0                 | 0                 | 0                 | 2        | 0      | 0           | 0          |
| P. Zoundi        | 20            | 1             | 1             | 0             | 2                 | 0                 | 0                 | 0                 | 22       | 1      | 1           | 0          |
| B. Özbek         | 13            | 2             | 3             | 0             | 0                 | 0                 | 0                 | 0                 | 13       | 2      | 3           | 0          |